# Nuvilly
Nuvilly is een gemeente in het district Broye van het kanton Fribourg in Zwitserland.

## Geografie
Nuvilly ligt in de exclave Estavayer van kanton Fribourg in kanton Vaud. De buurgemeenten in kanton Fribourg zijn Murist en Les Montets. De oppervlakte van de gemeente bedraagt 3.97 km².
- Hoogste punt: 747 m
- Laagste punt: 551 m

## Bevolking
De gemeente heeft 311 inwoners (2003). De meerderheid in Nuvilly is Franstalig (95%, 2000) en Rooms-Katholiek (77%).

## Economie
49% van de werkzame bevolking werkt in de primaire sector (landbouw en veeteelt), 30% in de secundaire sector (industrie), 21% in de tertiaire sector (dienstverlening).